# Kostel Panny Marie Sněžné (Hochalm)
Římskokatolický poutní kostel Panny Marie Sněžné na vrchu Hochalm (v němčině Wallfahrtskirche Maria Schnee auf der Hochalm) stojí v nadmořské výšce 1822 metrů v Seckauských Taurách v rakouské spolkové zemi Štýrsko.

## Historie
Kostel byl vystavěn z popudu seckauského duchovního Paula Auera. Měl sloužit „duchovní útěše“ horských pastýřů a salašníků. 2. července 1660 byl zasvěcen svatému Jeronýmovi (patronu dobytka). Ze začátku se tedy kostel nazýval Jeronýmům kostelík v pastvinách.
Uctívání Panny Marie (Mariánská úcta) se na Hochalmu rozmohlo počátkem 18. století. V letních měsících se v kostele nacházela socha „hochalmské Matky Boží“. Po zrušení seckauského opatství (roku 1782) bylo kostelu dáno dnešní jméno kostel Panny Marie Sněžné na Hochalmu – název kostela se má vztahovat k legendě o zázraku, který se měl léta 352 odehrát v Římě na místě budoucí baziliky.

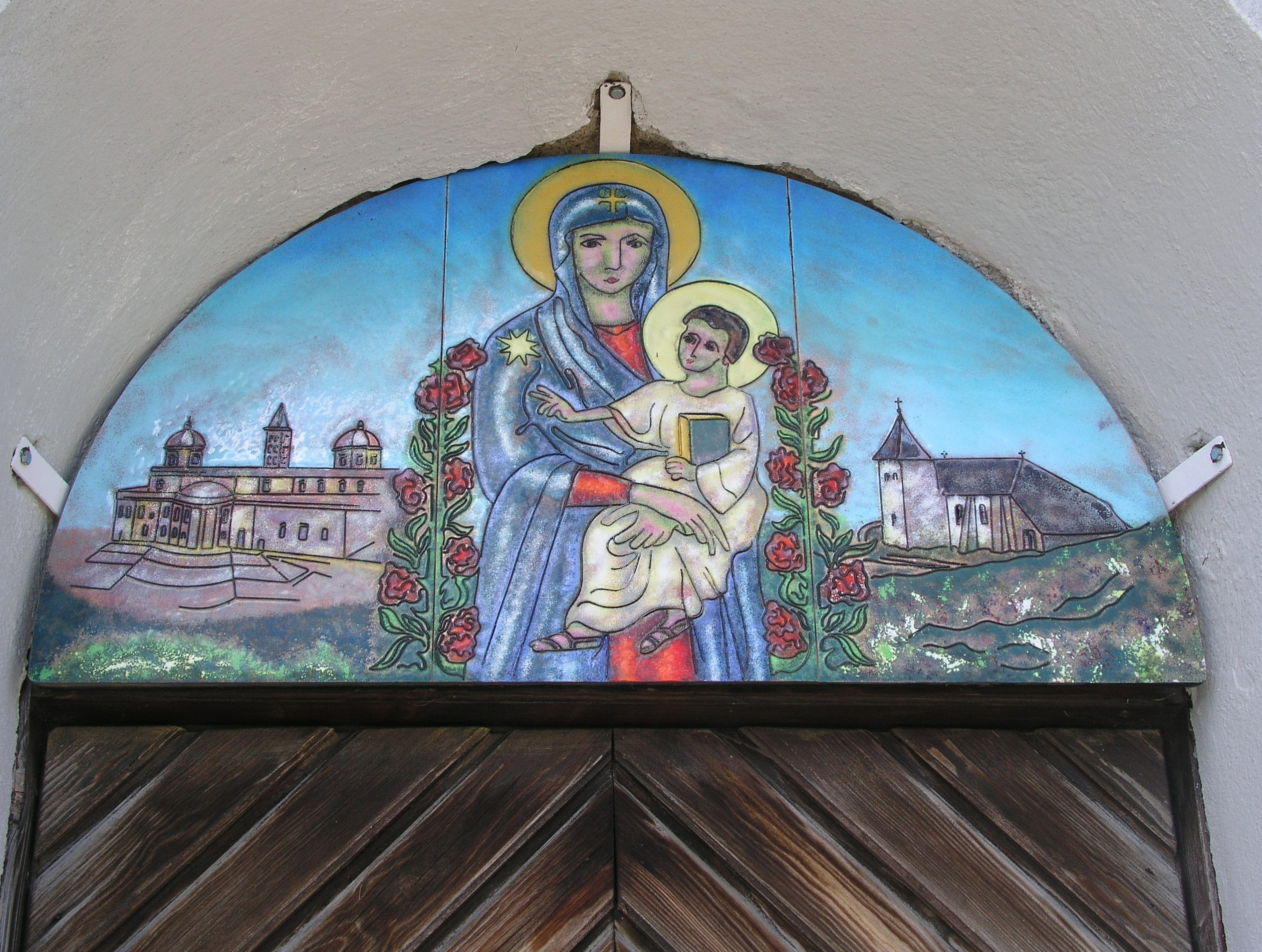
Maria s dítětem, emailový obraz od Bernarda Schmida nad vstupními dveřmi

Jan Habsbursko-Lotrinský navštívil kostel podvakráte (v letech 1810 a 1825) a našel jej údajně ve zbědovaném stavu.

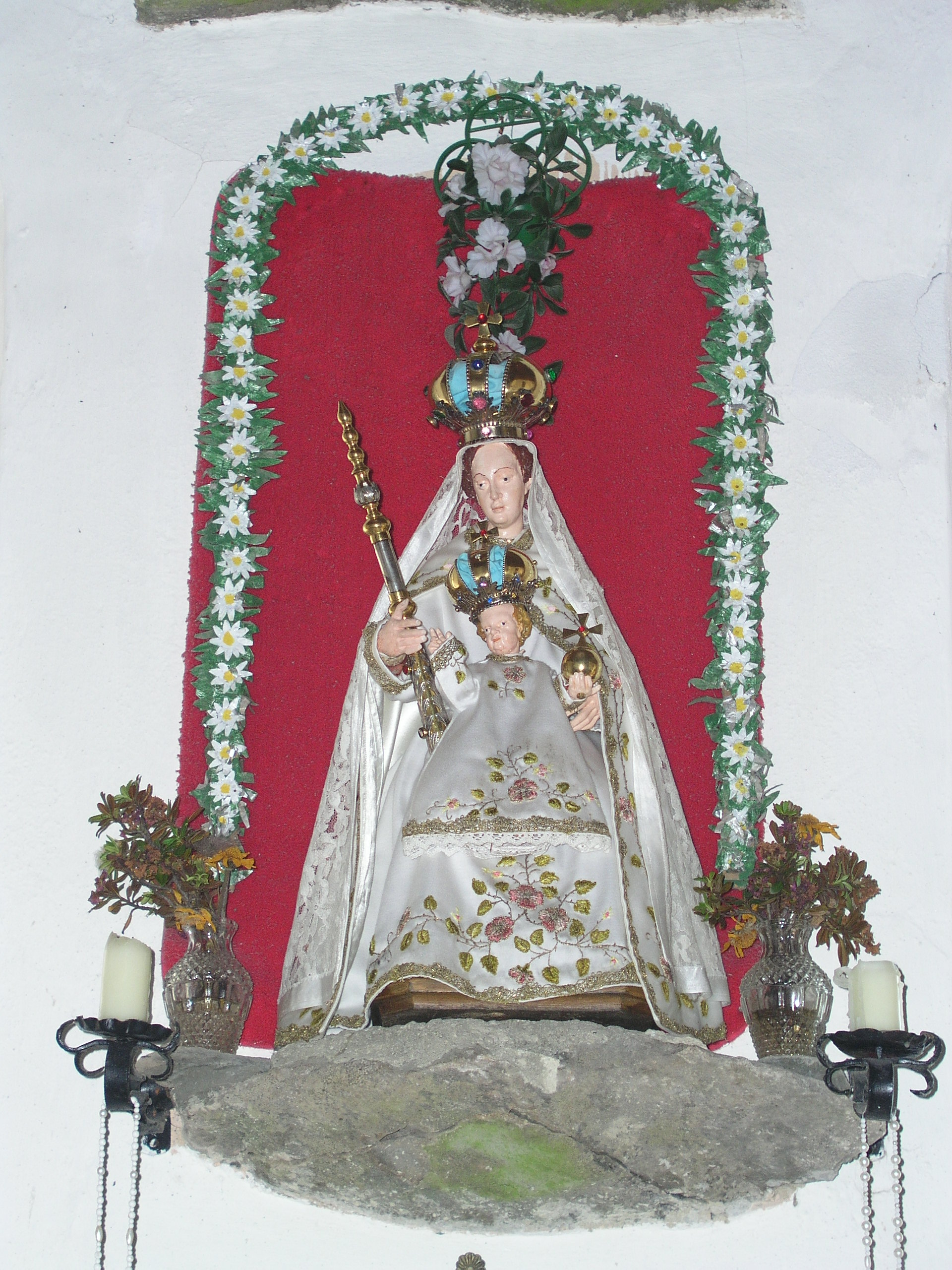
Vnitřní výzdoba kostela

V roce 1860 uspořádal u příležitosti dvousetletého výročí založení kostela tehdejší farář Adalbert Janisch velkou pouť na Hochalm, které se zúčastnilo asi 15 tisíc lidí. Papež Pius IX. udělil všem těmto horským poutníkům odpustek.
Stavba věže a celková rekonstrukce kostela začala 13. července 1904. Dělníci měli být hotoví ke svátku Patronatsfest.
K třísetletému výročí byl kostel zrekonstruován pod vedením P. Desideria a P. Feldbaumera.
Dodnes putují na Hochalm tisíce poutníků. O všech červencových a srpnových nedělích a rovněž 26. července a 5. srpna je zde sloužena poutnická mše. Během slavností Těla a Krve Páně bývá socha hochalmské Matky Boží zdobena květy a pronášena skrz obec Seckau. Na zimu bývá socha uschována.

## Okolí
Po hřebeni lze dále pokračovat značenou turistickou cestou až na vrchy Seckauer Zinken (2397 m n. m.) nebo Geierhaupt (2417 m n. m.)., rovněž je možno z hřebene sejít k jezerům Goldlacke nebo Ingeringsee.